# Topper Headon
Nicholas "Topper" Headon, född 30 maj 1955 i Bromley, London, är en brittisk trummis, mest känd som medlem i rockbandet The Clash. Han började spela med The Clash 1977, efter debutalbumet The Clash på vilket Tory Crimes spelade trummor. Han spelade sedan på alla bandets album utom det sista, Cut the Crap. Han skrev även hiten "Rock the Casbah" från albumet Combat Rock. Topper sparkades från gruppen 1982 på grund av sina problem med narkotika. 
Innan han blev medlem i The Clash spelade Topper bland annat i ett lokalt jazzband. Gene Krupa var en stor inspirationskälla; Toppers stora förebild är annars kung-fu-legenden Bruce Lee. 

## Diskografi
Album med The Clash
- 1977 – The Clash
- 1978 – Give 'Em Enough Rope
- 1979 – London Calling
- 1980 – Sandinista!
- 1982 – Combat Rock

Soloalbum
- 1986 – Waking Up

EP (solo)
- 1985 – "Leave It To Luck" / "East Versus West" / "Got To Get Out of This Heat S.O.S" / "Casablanca"

Singlar (solo)
- 1985 – "Drumming Man" / "Hope For Donna"
- 1985 – "Drumming Man" / "Ducaine Road" (12" Mix)
- 1986 – "Leave It To Luck" / "Casablanca"
- 1986 – "Leave It To Luck"
- 1986 – "I'll Give You Everything" / "You're So Cheeky"
- 1986 – "I'll Give You Everything" (Full version) / When You're Down" / "Got To Get Out of This Heat" (Extd Mix)
- 1986 – "I'll Give You Everything" (7" mix) / "I'll Give You Everything" (Dub Ruj) / "I'll Give You Everything" (Douce Ruj) / "You're So Cheeky"[20]